# レオ・ジェームス・レインウォーター
レオ・ジェームス・レインウォーター（Leo James Rainwater、1917年12月9日 - 1986年5月31日）は、アメリカ合衆国の物理学者。1975年には特定の核子における非対称性の測定実績が評価され、ノーベル物理学賞を受賞した。

## 来歴
アイダホ州カウンシルで生まれ、父が1918年に大流行したスペインかぜのため病死すると、一家はカリフォルニア州ハンフォードに移り住んだ。1939年にカリフォルニア工科大学で物理学の学位を得ると、次いでカリフォルニア大学に進学した。在籍中はマンハッタン計画に加わり原子爆弾開発にも携わった。1939年にコロンビア大学大学院に入学し、1946年にはPh.D.（博士）の学位を修め、1952年には教授職に就き、1982年にはPupin Professor of Physicsに就任した。1963年にはその業績を称えアーネスト・ローレンス賞を、1975年にはオーゲ・ニールス・ボーアとベン・ロイ・モッテルソンと共にノーベル物理学賞を受賞した。

## 業績
1949年、それまでの常識を覆し、核子は必ずしもすべてが球ではないという理論を展開し始めた。この考えは後にオーゲ・ボーアとモッテルソンによって深化させられた。ジェームスはまたエックス線の化学的解析についても貢献し、原子力委員会や海軍の研究プロジェクトにも関与した。